# Georgie Fame
Georgie Fame, pseudonimo di Clive Powell (Leigh, 26 giugno 1943), è un cantautore, tastierista e chitarrista britannico.
Attivo dalla fine degli anni cinquanta, ha collaborato con molti musicisti fra i quali Van Morrison e Bill Wyman. Tre suoi successi entrati fra i primi dieci in classifica hanno raggiunto il primo posto: Yeh, Yeh nel 1964, Get Away nel 1966 e The Ballad of Bonnie and Clyde nel 1967.

## Biografia
Clive Powell nacque nel Lancashire, non lontano da Manchester. Il padre era un musicista dilettante nella banda della parrocchia, e questo favorì l'educazione musicale di Georgie che a sette anni iniziò a prendere lezioni di pianoforte. Ben presto restò magnetizzato dalle trasmissioni radio che presentavano Fats Domino, Little Richard e Jerry Lee Lewis, e volle perciò intensificare il proprio impegno strumentale sull'onda del rock and roll che stava sempre più prendendo piede, unendosi ai Dominoes, un gruppo locale che suonava in locali pubblici della zona. Contemporaneamente trovò un lavoro come apprendista tessitore presso uno dei tanti cotonifici dell'area industriale.
L'anno seguente Powell si trasferì a Londra con la famiglia, e lì si riunì ai Blackjacks di Rory Blackwell, gruppo con il quale aveva già avuto modo di suonare. Blackwell gli procurò un contatto con l'impresario Larry Parnes, che aveva nella propria scuderia molti altri artisti di buon livello; diversi erano stati rinominati da Parnes con cognomi buffi (Vince Eager, Duffy Power, Dicky Pride, Johnny Gentle). Così l’impresario in trasferta a New York, dopo aver ascoltato Fame and Fortune di Elvis Presley, si precipitò a mandare in patria un telegramma nel quale ribattezzava Powell con il nome d’arte Georgie Fame.
A soli sedici anni Powell si trovò in tour a fianco di Marty Wilde, Eddie Cochran, Gene Vincent, Tony Sheridan, Freddie Canon, Jerry Keller, Dickie Pride, Joe Brown, Billy Fury. Fu quest'ultimo che lo volle con sé nel gruppo che lo accompagnava, i Blue Flames, che per qualche tempo accolse fra i suoi membri il batterista Jimmy Nicol. Nel 1962 la formazione divenne di casa al club londinese Flamingo di Soho, e vi rimase per tre anni durante i quali accumulò esperienza e crebbe in popolarità, dovuta anche a una sfilza di successi e al primo album, Rhythm and Blues at the Flamingo. Sciolto il complesso, Fame ebbe collaborazioni con diversi musicisti di punta, fra i quali Mitch Mitchell e un giovane John McLaughlin dal brillante futuro. In questo periodo l’artista si avvicinò al jazz, incidendo un LP di grande fattura, Sound Venture, assieme alla Harry South Big Band, e tutto ciò lo portò a essere l’unico invitato al primo Motown Review nella tappa londinese, e nel biennio 67-68 lo lanciò in tournée in Europa dove era il vocalist dell’orchestra di Count Basie. Ma nonostante la qualità del lavoro, Sound Venture non ebbe l’atteso riscontro di vendite.
Nel 1963, Fame aveva conosciuto gli Animals, entrando in sintonia con il tastierista del gruppo Alan Price. Dopo aver seguito percorsi diversi durante gli anni sessanta, i due musicisti si rincontrarono come ospiti di un programma di Lulu, e decisero di formare un gruppo. Il duo si esibì dal 1970 al 1973, ospite fisso della trasmissione The Price and the Fame, sfornando il successo Rosetta e contribuendo alla notorietà di Fame. Nel 1974 il musicista riformò i Blue Flames con l'innesto del chitarrista Colin Green e con il ritorno al rhythm and blues, ma il tentativo non ebbe il successo sperato.

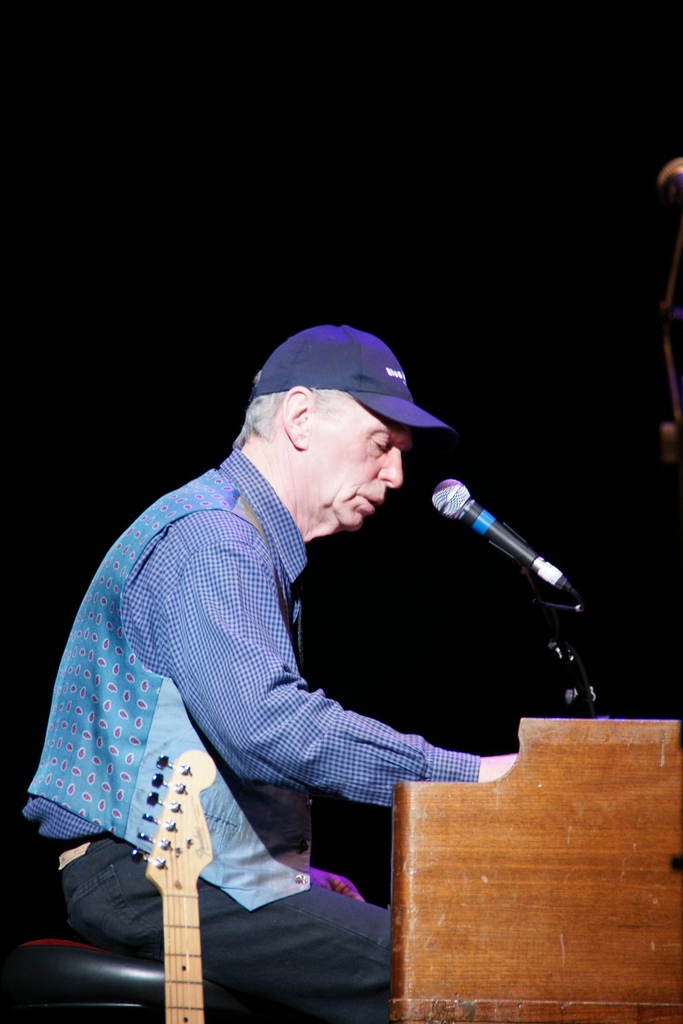
Georgie Fame nel 2009

Tornato al jazz, nel 1981 Fame collaborò con la cantante Annie Ross nell'album In Hoagland che riprendeva le musiche di Hoagy Carmichael, e due anni dopo con Sylvia Vrethammar, in un tributo a Benny Goodman, In Goodmanland. Nel 1989 fu la volta di A Portrait of Chet, dedicato a Chet Baker. Nello stesso anno si unì a Van Morrison e con il cantante realizzò l'album Avalon Sunset, la prima opera di una lunga serie che vide insieme i due artisti negli anni novanta. Nel 1991 uscì Cool Cat Blues, disco registrato a New York che vedeva insieme a Fame Van Morrison, Jon Hendricks, Boz Scaggs, Will Lee, Robben Ford, Richard Tee e Bob Malach. L'anno dopo fu pubblicato The Blues and Me, con la presenza di Dr. John, Phil Woods, Stanley Turrentine e Grady Tate, lavoro a cui seguirono altri dischi.
Nel 1997 il musicista si aggregò ai Rhythm Kings Bill, una nuova formazione creata da Bill Wyman che effettuò diverse tournée e realizzò cinque CD. Due anni dopo, Fame trasmetteva dai microfoni radiofonici della BBC ospitando vari musicisti che volta a volta si univano ai Blue Flames: fra di essi Madeline Bell, Bill Wyman, Zoot Money, Peter King, Steve Gray e Claire Martin. Nel 2000 l'Academie du Jazz francese decretò il CD di Fame Poet in New York il miglior album jazz vocale.

## Discografia

### Album  in studio
- 1964 - Rhythm and Blues at the Flamingo
- 1964 - Fame at Last!
- 1965 - Yeh Yeh
- 1966 - Sweet Things
- 1966 - Sound Venture (con Harry South)
- 1967 - Get Away
- 1967 - The Two Faces of Fame
- 1968 - The Third Face of Fame
- 1969 - Seventh Son
- 1969 - Georgie Does His Thing with Strings
- 1970 - Shorty featuring Georgie Fame
- 1971 - Going Home
- 1971 - Fame and Price, Price and Fame: Together!
- 1972 - All Me Own Work
- 1974 - Georgie Fame
- 1979 - That's What Friends Are For
- 1979 - Right Now
- 1980 - Closing the Gap
- 1981 - In Hoagland (con Annie Ross)
- 1983 - In Goodmansland (con Sylvia Vrethammar)
- 1986 - Georgie, Lena, Lasse (con Lena Ericsson e Lasse Samuelson)
- 1988 - No Worries
- 1989 - A Portrait of Chet
- 1991 - Cool Cat Blues
- 1992 - The Blues and Me
- 1992 - City Life (con Madeline Bell)
- 1993 - Three Line Whip
- 2001 - Relationships
- 2002 - Charlestons
- 2012 - Lost in a Lover's Dream
- 2014 - Singer: The Musical
- 2014 - Rhythm and Blues at the Ricky Tick
- 2015 - A Declaration of Love

### Live
- 1992 - Live in Japan (con Ben Sidran)
- 1997 - Name Droppin': Live at Ronnie Scott's, Vol. 1
- 1998 - Walkin' Wounded: Live at Ronnie Scott's, Vol. 2

### EP
- 1964 - Rhythm & Blues
- 1965 - Move it on Over
- 1965 - In the Meantime
- 1965 - No No
- 1967 - Sitting in the Park
- 1967 - Sings the Ballad of Bonnie and Clyde
- 1968 - The Ballad of Bonnie and Clyde

### Singoli
- 1964 - Do the Dog
- 1964 - Do Re Mi
- 1964 - Bend a Little
- 1964 - Yeh, Yeh
- 1965 - In the Meantime
- 1965 - Like We Used to Be
- 1965 - Something
- 1966 - Get Away
- 1966 - Sunny
- 1966 - Sitting in the Park
- 1967 - Because I Love You
- 1967 - Try My World
- 1967 - The Ballad of Bonnie and Clyde
- 1968 - La Ballata Di Bonnie E Clyde
- 1969 - Peaceful
- 1969 - Seventh Son
- 1970 - Somebody Stole My Thunder
- 1971 - Rosetta (con Alan Price)
- 1974 - Ali Shuffle
- 1976 - Yes Honestly
- 1976 - Sweet Perfection
- 1977 - Daylight
- 1986 - Samba (Toda Menina Baiana)
- 1986 - New York Afternoon
- 1996 - That's Life (con Van Morrison)